# Александар Коларов
Александар Коларов (Земун, 10. новембар 1985) бивши је српски фудбалер. Играо је на позицији левог бека, а могао је играти и офанзивније као лево крило, али и на другим позицијама на терену. Био је стандардни репрезентативац Србије од 2008. до 2020. и у том периоду је играо на два Светска првенства.

## Клупска каријера

### Чукарички и ОФК Београд
Коларов је као кадет био члан београдске Црвене звезде. У клубу је провео пет година, али никада није добио прилику да заигра у првом тиму. У јануару 2004. године тада осамнаестогодишњи Коларов прелази у Чукарички, који је тада играо у Првој лиги Србије и Црне Горе. Уговор је потписан на три године, а српски бек је сезону 2003/04. завршио у млађем тиму, да би у лето 2004. заиграо за први тим београдског клуба. У дебитантској сезони наступио је 27 пута, али то ипак није спасило клуб од испадања из Прве лиге. Сезону 2005/06. Чукарички је започео у Другој лиги, а Коларов, који је до тада био у стартној постави је током зимског прелазног рока прешао у ОФК Београд.
Прелазак Коларова из Чукаричког у ОФК Београд изазвао је бурне реакције јавности. Наиме, уместо да цена Коларова буде 300.000 €, односно цена коју би Романтичари требало да плате да би Коларов заиграо за њих, он је прешао у ОФК Београд без обештећења. „Случај Коларов“ је јавно изнет 2008. на телевизији Б92 у емисији „Инсајдер“ о фудбалској мафији. У расправи о том трансферу у „Инсајдеру“ учествовао је и Звездан Терзић, тадашњи председник тима са Карабурме. За ОФК Београд Коларов је заиграо у фебруару 2006. године, а током те сезоне постигао је и свој први гол у домаћој лиги. У тиму с Карабурме играо је до лета 2007. и стекао пуну афирмацију у домаћем фудбалу.

### Лацио
Током лета 2007. године, Коларов прелази у италијански Лацио из ОФК Београда за суму од 700.000 евра. Свој први гол у Серији А Коларов је постигао 30. септембра 2007. године у мечу против Ређине. У Лиги шампиона дебитовао је 27. октобра 2007. године у мечу против Вердера из Бремена. У поразу на гостовању од 2:1, Коларов је забележио једну асистенцију. Током друге сезоне учврстио је своју позицију у првом тиму римског клуба, постигавши спектакуларан гол Лечеу на стадиону „Виа дел Маре“. У другом градском дербију сезоне против Роме, Коларов је примивши лопту од свог голмана, претрчао 85 m и силовито затресао мрежу голмана Донија. Коларов је 13. маја 2009. године са Лацијом играо у финалу Купа Италије против Сампдорије из Ђенове. Након продужетака резултат је био 1:1, па је коначни резултат зависио од прецизности са беле тачке. Коларов је постигао један од пенала који је омогућио његовом тиму да освоји трофеј. У августу 2009. Коларов је освојио Суперкуп Италије, победом Лација од 2:1 против Интера у Пекингу. Коларов је у Лацију провео три сезоне, одигравши притом 82. првенствена меча на којима је постигао 6 голова.

### Манчестер сити
У јулу 2010. потписао је уговор са Манчестер ситијем, а Лацио је као обештећење добио 22,7 милиона евра. Дебитовао је за Сити 14. августа 2010. на мечу првог кола Премијер лиге, против Тотенхема, али је на полувремену морао да напусти терен због повреде. Иако се веровало да је лакша повреда, Коларов се вратио на терен тек у новембру на мечу Лиге Европе против пољског Леха. Дана 18. јануара 2011. Коларов је постигао свој први гол у дресу Ситија, против Лестера у ФА купу. Свој први гол у Премијер лиги постигао је 2. фебруара, против Бирмингема. Дана 17. марта постигао је једини гол на утакмици, у осмини финала Лиге Европе против Динамо Кијева, али то није било довољно за пролазак Ситија у наредну рунду. Коларов је у својој првој сезони у Енглеској освојио ФА куп. Дана 14. маја, он је одиграо целу утакмицу и помогао екипи да победи Стоук и освоји први и једини трофеј у тој сезони.
Дана 14. септембра 2011. Коларов је постигао свој први гол у Лиги шампиона, из слободног ударца, против Наполија, а утакмица се завршила резултатом 1:1. Дана 29. октобра, Коларов је постигао гол у победи од 3:1 над Вулверхемптоном. Дана 31. марта 2012. Коларов је асистирао Балотелију у 85. минуту, а само минут касније је постигао изједначујући гол са 25 m против Сандерланда, а утакмица се завршила резултатом 3:3 на Етихаду. У сезони 2011/12. је освојио Премијер лигу.
У првој утакмици у сезони 2012/13. Сити је освојио ФА Комјунити шилд, а Коларов је забележио асистенцију у победи од 3:2 против Челсија. Дана 18. септембра, Коларов је постигао гол у Лиги шампиона, из слободног ударца, у поразу од Реал Мадрида на Сантијаго Бернабеу.
Дана 27. новембра 2013. Коларов је носио капитенску траку у победи од 4:2 против Викторије Плзењ у Лиги шампиона. Две недеље касније је постигао гол, са беле тачке у победи од 3–2 против Бајерна на Алијанц арени. У сезони 2013/14. Коларов је освојио другу титулу шампиона Енглеске. Такође је освојио и Лига куп. У јуну 2014. је продужио уговор са Манчестером до 2018. године.

### Рома
Дана 23. јула 2017. потписао је уговор са Ромом за пет милиона евра. Прву утакмицу за Рому одиграо је 3 дана касније, када је Рома победила Тотенхем у пријатељској утакмици. Званичан деби Коларов је имао скоро месец дана касније, 20. августа против Аталанте, када је поготком из слободног ударца у 31. минуту, донео Роми победу на првој утакмици у првенству. Коларов је постигао гол и забележио асистенцију на утакмици Лиге шампиона 18. октобра, када је Рома, у гостима, одиграла нерешено са Челзијем (3:3). Своју одличну форму, на почетку каријере у новом клубу, Коларов је потврдио већ 4 дана касније, када је поново голом из слободног ударца донео бодове Роми, овај пут са гостовања Торину.
Коларов је уврштен у тим сезоне у Серији А за сезону 2018/19.
На отварању нове сезоне, 25. августа 2019. године, Коларов је поново био стрелац из слободног ударца, овај пут против Ђенове, на утакмици која је завршена резултатом 3:3.  Коларов је био стрелац већ у следећем колу, када је Роми донео предност поготком из пенала у 17. минуту на утакмици против Лација, која је на крају завршена резултатом 1:1. 22. октобра Коларов је у 49. минуту, из слободног ударца, донео предност Роми на утакмици против Болоње, али је и  5 минута касније, стартом над Соријаном скривио и пенал за домаћина, који је Сансоне претворио у изједначење. Рома је ипак добила утакмицу са 2:1. 8. јануара 2020. продужио је уговор са Ромом за годину дана.

### Интер
Дана 8. септембра 2020. Коларов је прешао у Интер, у трансферу вредном 1,5 милиона евра, са евентуалним бонусима до 500.000 евра. Иако је доведен као играч који је својим искуством требало да побољша одбрану Интера, до краја сезоне 2020/21, у којој је освојио Скудето,  сакупио је само 7 наступа у Серији А и имао је једну асистенцију. На крају сезоне продужио је уговор са клубом за још једну годину.
Коларов је 19. јуна 2022. године објавио да завршава играчку каријеру.

## Репрезентација
Учествовао на Европском првенству до 21. година 2007. где је репрезентација Србије стигла до финала. На турниру је постигао гол, у полуфиналној утакмици са Белгијом.
За сениорску репрезентацију Србије дебитовао је 28. маја 2008. у пријатељској утакмици против Русије. Проглашен је за најбољег фудбалера Србије 2011. године. 11. септембра 2012. Коларов је постигао свој први гол у дресу репрезентације у квалификацијама за Светско првенство 2014. против Велса у победи Србије на Карађорђу од 6:1. Коларов је постигао гол из слободног ударца против Белгије у Бриселу у квалификацијама за Светско првенство 2014. 10. септембра 2013. Коларов је постигао свој трећи гол у квалификацијама за Светско првенство 2014, против Велса. 15. октобра Коларов је постигао и свој четврти гол у квалификацијама, са беле тачке, у победи Орлова од 5:1 над Македонијом. Коларов је са 4 поготка био најбољи стрелац Србије у овим квалификацијама. Делио је прво место на листи стрелаца групе А са Геретом Бејлом и Кевин Де Бројнеом.
Дана 8. октобра 2015. Коларов је постигао гол у 90. минуту против Албаније у Елбасану у квалификацијама за Европско првенство 2016.
У квалификацијама са Светско првенство у фудбалу 2018. постигао је два гола за репрезентацију, септембра 2017. године против Молдавије и Републике Ирске. У првој утакмици Светског првенства 2018. против Костарике, Коларов је постигао гол из слободног ударца и тиме је Србија победила са 1:0.

## Статистика каријере

### Репрезентативна
| Репрезентација | Година | Наступи | Голови |
| -------------- | ------ | ------- | ------ |
| Србија         | 2008   | 2       | 0      |
| Србија         | 2009   | 7       | 0      |
| Србија         | 2010   | 8       | 0      |
| Србија         | 2011   | 10      | 0      |
| Србија         | 2012   | 11      | 1      |
| Србија         | 2013   | 7       | 3      |
| Србија         | 2014   | 7       | 2      |
| Србија         | 2015   | 7       | 1      |
| Србија         | 2016   | 7       | 1      |
| Србија         | 2017   | 6       | 2      |
| Србија         | 2018   | 10      | 1      |
| Србија         | 2019   | 8       | 0      |
| Србија         | 2020   | 4       | 0      |
| Укупно         | Укупно | 94      | 11     |

### Голови за репрезентацију
| #   | Датум               | Место                   | Противник       | Гол | Резултат | Такмичење                                 |
| --- | ------------------- | ----------------------- | --------------- | --- | -------- | ----------------------------------------- |
| 1.  | 11. септембар 2012. | Нови Сад, Србија        | Велс            | 1–0 | 6–1      | Квалификације за Светско првенство 2014.  |
| 2.  | 7. јун 2013.        | Брисел, Белгија         | Белгија         | 2–1 | 2–1      | Квалификације за Светско првенство 2014.  |
| 3.  | 10. септембар 2013. | Кардиф, Велс            | Велс            | 0–2 | 0–3      | Квалификације за Светско првенство 2014.  |
| 4.  | 15. октобар 2013.   | Јагодина, Србија        | Македонија      | 3–0 | 5–1      | Квалификације за Светско првенство 2014.  |
| 5.  | 26. мај 2014.       | Харисон, САД            | Јамајка         | 2–0 | 2–1      | Пријатељска                               |
| 6.  | 7. септембар 2014.  | Београд, Србија         | Француска       | 1–1 | 1–1      | Пријатељска                               |
| 7.  | 8. октобар 2015.    | Елбасан, Албанија       | Албанија        | 0–2 | 0–2      | Квалификације за Европско првенство 2016. |
| 8.  | 29. март 2016.      | Талин, Естонија         | Естонија        | 0–1 | 0–1      | Пријатељска                               |
| 9.  | 2. септембар 2017.  | Београд, Србија         | Молдавија       | 2–0 | 3–0      | Квалификације за Светско првенство 2018.  |
| 10. | 5. септембар 2017.  | Даблин, Република Ирска | Република Ирска | 0–1 | 0–1      | Квалификације за Светско првенство 2018.  |
| 11. | 17. јун 2018.       | Самара, Русија          | Костарика       | 1–0 | 1–0      | Светско првенство 2018.                   |

## Трофеји

### Клупски
Лацио
- Куп Италије (1) : 2008/09.
- Суперкуп Италије (1) : 2009.

Манчестер Сити
- Премијер лига (2) : 2011/12, 2013/14.
- ФА куп (1) : 2010/11.
- Лига куп Енглеске (2) : 2013/14, 2015/16.
- ФА Комјунити шилд (1) : 2012.

Интер
- Серија А (1) : 2020/21.
- Куп Италије (1) : 2021/22.
- Суперкуп Италије (1) : 2021.

### Индивидуални
- Српски фудбалер године (1) : 2011.

## Остало
Надимак „српски Роберто Карлос“ добио је после првенства за играче до 21 године 2007. због разорног слободног ударца сличног Карлосовом. Често га пореде и са Синишом Михајловићем. Ожењен је и има ћерку и сина.